# Kasteel van Écaussinnes-Lalaing

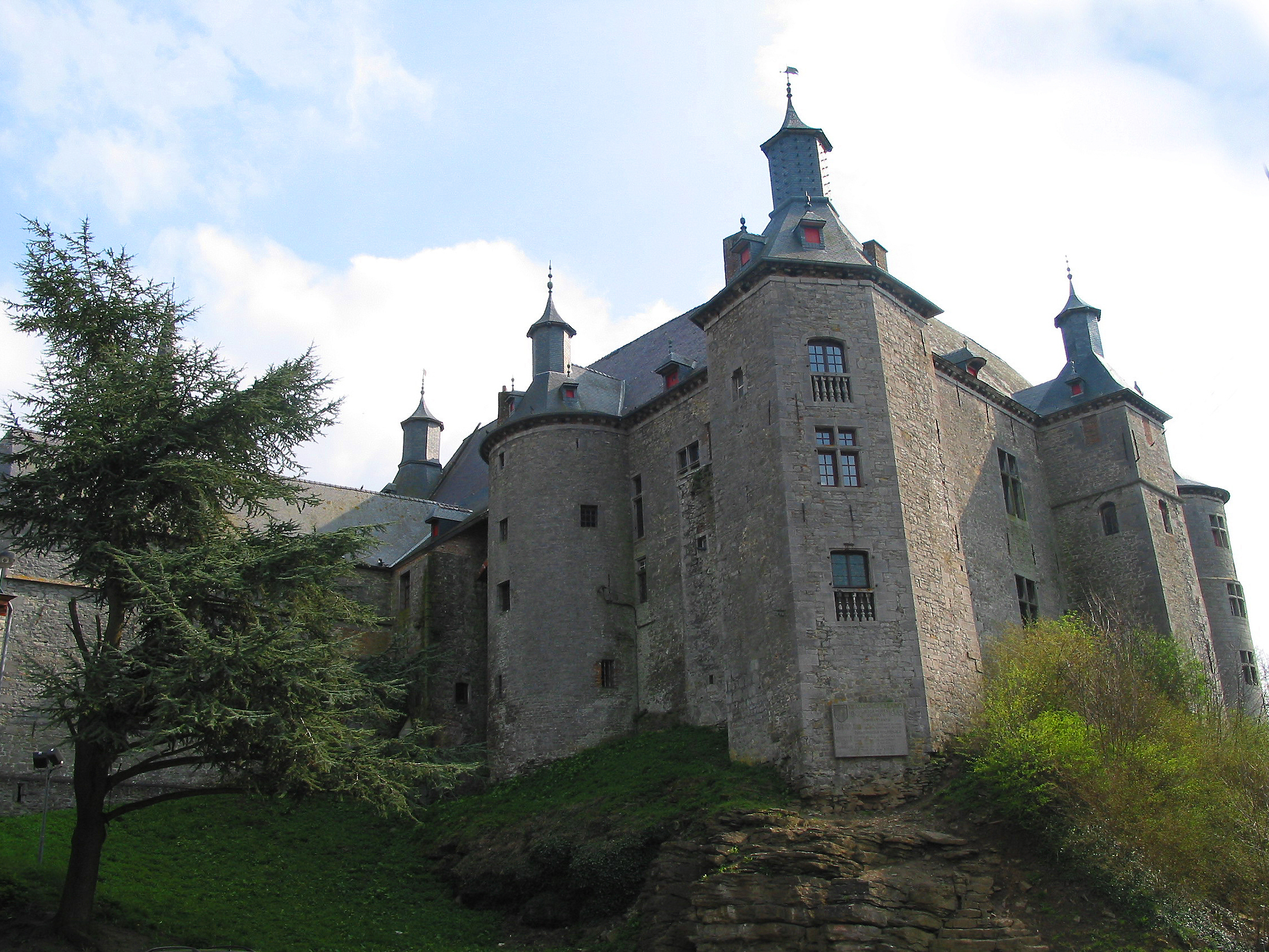
Kasteel van Écaussinnes-Lalaing

Het Kasteel van Écaussinnes-Lalaing is een kasteel in Écaussinnes-Lalaing in de Belgische provincie Henegouwen.
Het historische dorpje Écaussinnes-Lalaing wordt gedomineerd door deze burcht, in de 12de eeuw gebouwd op een rots. De burcht speelde een strategische rol in de Région du Centre, een vaak betwist gebied tussen Frankrijk en de Lage Landen. In de Eerste Wereldoorlog onderhielden de Duitsers er een kazerne, gevangenis, munitiedepot en ziekenhuis. Het kasteel is bewoond geweest door de families Lalaing, Croÿ en Van der Burch. In de burcht, gerestaureerd door de laatste graaf Van der Burch, zijn er historische meubels en wapens te zien, naast een kerker, een gotische kapel en een 15de-eeuwse keuken.